# Christus König

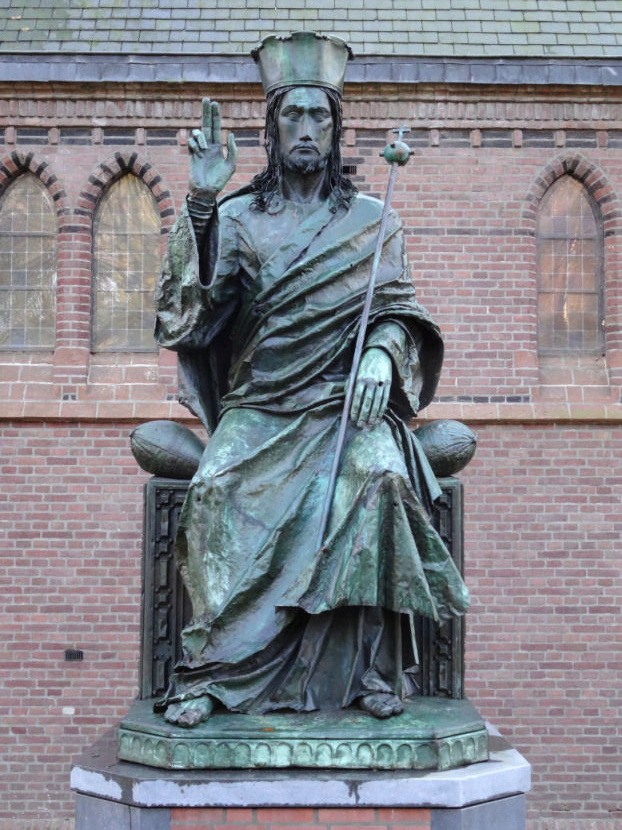
Christkönigsskulptur von Jan Eloy und Leo Brom an der St.-Martins-Kirche in Groningen (1936)

Christus König, verbreitet Christkönig (lateinisch Dominus Noster Iesus Christus Universorum Rex „Unser Herr Jesus Christus, König des Universums“), ist ein Titel, unter dem Jesus Christus verehrt wird. In der römisch-katholischen Theologie und Liturgie wurde der Begriff im 20. Jahrhundert bedeutsam, unter anderem durch die Einführung des Christkönigsfestes durch Papst Pius XI. im Jahr 1925.

## Biblische Herleitung

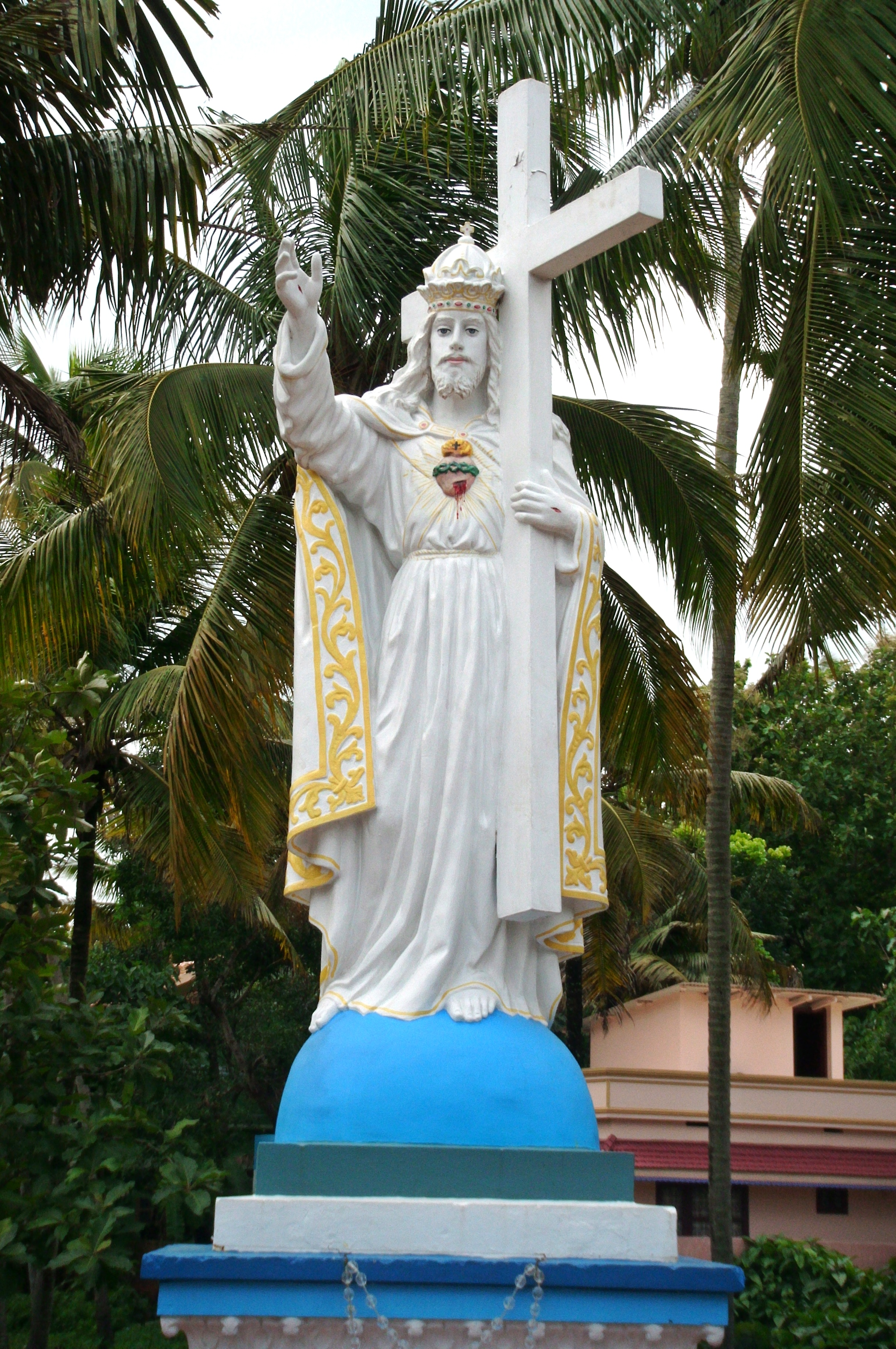
Christkönigsstatue, 1944, Kanjiracode, Kollam (Distrikt), Kerala, Indien; dargestellt ist die Verbindung zur Herz-Jesu-Verehrung

In der hebräischen Bibel wird der Gott JHWH, der Schöpfer der Welt, an mehreren Stellen als König gesehen (Jes 6,5 , Ps 93 ). Er ist als „großer König über allen Göttern“ (Ps 95,3 ) auch der Hirte, dem sich „das Volk seiner Weide, die Herde, von seiner Hand geführt“, anvertrauen kann (Ps 95,7 ). Die Juden erwarten den Messias als priesterlichen und königlichen Heilsmittler (Jer 33,14–26 ), der in der Endzeit ein weltweites Reich des Friedens errichten wird (Ps 2,6–8 , Ps 72 ).
Die Christen bezogen diese Verheißungen auf Jesus Christus (Phil 2,6–11 , Joh 1,49 ), der kam, um die Menschen zu versöhnen, und „Frieden gestiftet hat am Kreuz durch sein Blut“ (Kol 1,12–20 ); als „Herrscher über die Könige der Erde“ (Offb 1,4 ) und „König der Könige und Herr der Herren“ (βασιλεύς βασιλέων καὶ κύριος κυρίων basileús basiléōn kai kýrios kyríōn, Offb 19,16 ) werde er die endzeitliche Königsherrschaft Gottes (βασιλεία τοῦ Θεοῦ basileía tou theoú) im Reich Gottes heraufführen. Er galt als direkter Nachkomme des israelitischen Königs David (Mt 1,1.6 ); bei der Verkündigung des Herrn sagt der Engel über Jesus: „Er wird groß sein und Sohn des Höchsten genannt werden. Gott, der Herr, wird ihm den Thron seines Vaters David geben. Er wird über das Haus Jakob in Ewigkeit herrschen und seine Herrschaft wird kein Ende haben.“ (Lk 1,32–33 ). Die Sterndeuter aus dem Osten suchten den neugeborenen König der Juden in der Hauptstadt Jerusalem und fanden ein Kind und seine Mutter in Bethlehem, der Herkunftsstadt Davids (Mt 2,2.11 ). Das neutestamentliche Bekenntnis, Jesus sei der Christus (altgriechisch Χριστός Christos „Gesalbter“, Mk 8,29 ), greift in griechischer Übersetzung die hebräische Messiaserwartung von einem königlichen endzeitlichen Heilsbringer auf (hebräisch משיח Maschiach, „Gesalbter“). Jesus Christus ist der gesalbte König der Juden, aber dieses Bekenntnis ist verbunden mit der  Erinnerung an sein Leiden und den Tod am Kreuz (Mk 15,26 ), und es wird auf seine Wiederkunft bezogen.
Jesus selbst bezeichnete sich nach dem Zeugnis des Neuen Testaments als König (Mt 25,31–40 ). Vor Pilatus sagte er: „Ich bin ein König. Ich bin dazu geboren und dazu in die Welt gekommen, dass ich für die Wahrheit Zeugnis ablege“, allerdings nicht triumphierend und ohne irdischen Herrschaftsanspruch: „Mein Königtum ist nicht von dieser Welt“ (Joh 18,36–37 ); die Versuchung des Teufels, der ihm das Weltkönigtum anbietet, weist Jesus zurück (Mt 4,8–10 ). In der Darstellung von Jesu Einzug in Jerusalem in den Evangelien ritt er auf einem Esel (Mt 21,1–10 ). Darin klingt die Heilsverheißung aus dem alttestamentlichen Sacharjabuch an: „Juble laut, Tochter Zion! Jauchze, Tochter Jerusalem! Siehe, dein König kommt zu dir. Gerecht ist er und Rettung wurde ihm zuteil, demütig ist er und reitet auf einem Esel, ja, auf einem Esel, dem Jungen einer Eselin. Ausmerzen werde ich die Streitwagen aus Efraim und die Rosse aus Jerusalem, ausgemerzt wird der Kriegsbogen. Er wird den Nationen Frieden verkünden; und seine Herrschaft reicht von Meer zu Meer und vom Strom bis an die Enden der Erde.“ (Sach 9,9–10 ) Joseph Ratzinger deutete den Einzug Jesu auf dem Reittier der Armen als Gegenbild zu den Kriegswagen, die er abschafft: Jesus ist „ein armer König, einer, der nicht durch politische und militärische Macht herrscht. Sein innerstes Wesen ist Demut, Sanftmut Gott und den Menschen gegenüber“. Als „Friedenskönig“ steht er im Gegensatz zu den Königen der Welt. Auch das neutestamentliche Bild von Jesus als gutem Hirten kann als Königsprädikat gedeutet werden: Im Orient wurden Könige häufig verstanden als „der von Gott eingesetzte Hirte; ‚weiden‘ ist ein Bild für seine Aufgabe des Regierens.“

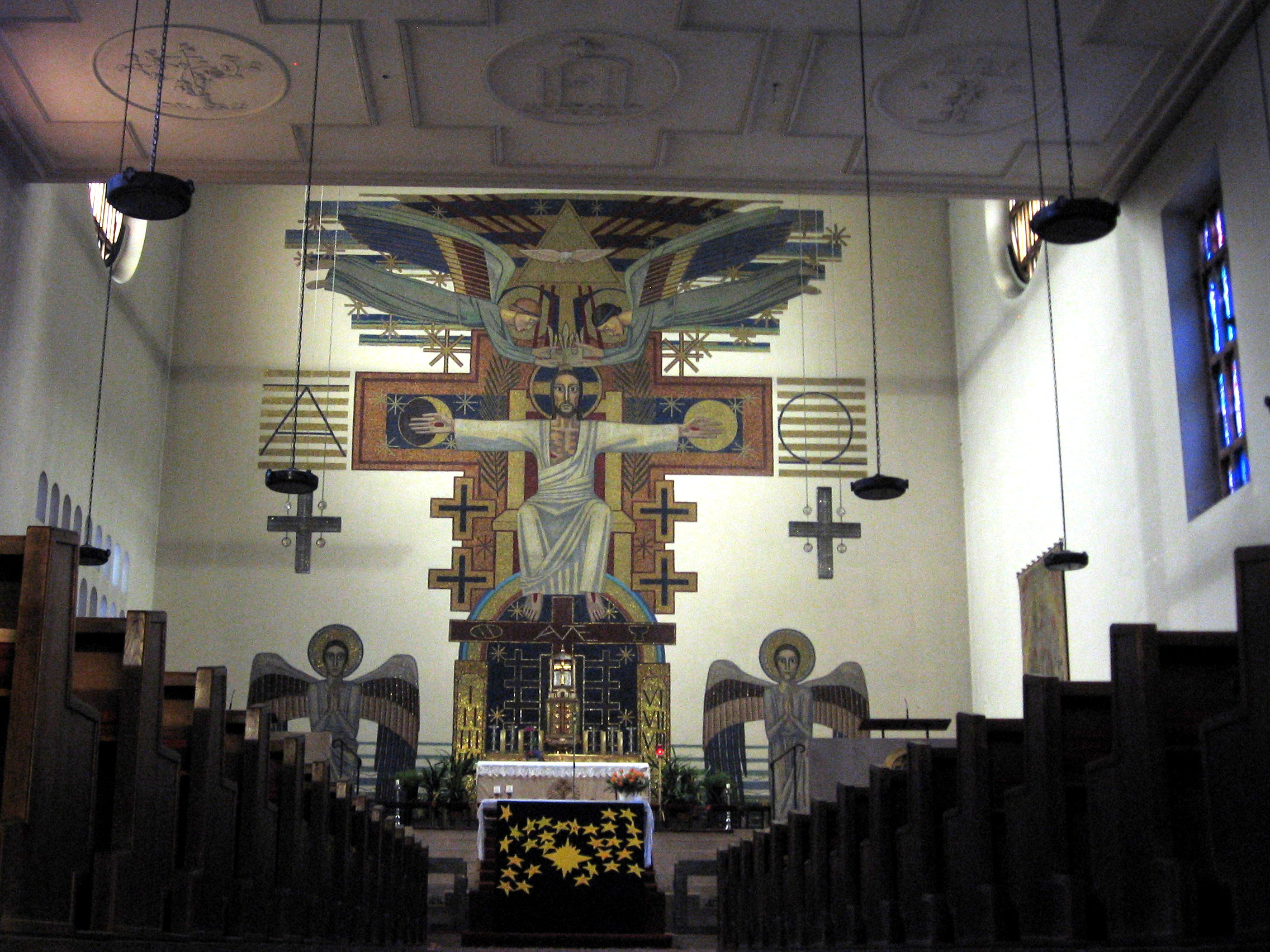
Christkönigsmosaik (Karl Sterrer, 1936) in der Christkönigskirche in Wien-Neufünfhaus: Jesus als König am Kreuz, von Seraphim gekrönt

Bedeutsam ist das Motiv des leidenden Königs. „Pilatus fragte ihn: Bist du der König der Juden? Er antwortete ihm: Du sagst es.“ (Lk 23,3 ). Jesus beansprucht die Königsherrschaft vor Pilatus, ist aber bereit, eine Dornenkrone statt einer Herrscherkrone aufzusetzen und sich dafür verhöhnen zu lassen: 

„Dann flochten sie einen Kranz aus Dornen; den setzten sie ihm auf und gaben ihm einen Stock in die rechte Hand. Sie fielen vor ihm auf die Knie und verhöhnten ihn, indem sie riefen: Heil dir, König der Juden!
Ebenso verhöhnten ihn auch die Hohepriester, die Schriftgelehrten und die Ältesten und sagten: Andere hat er gerettet, sich selbst kann er nicht retten. Er ist doch der König von Israel! Er soll jetzt vom Kreuz herabsteigen, dann werden wir an ihn glauben.“

Pontius Pilatus lässt am Kreuz voller Hohn die Aufschrift „Jesus von Nazaret, der König der Juden“ anbringen (Joh 19,19 ).
Der Christustitel κύριος kyrios „Herr, Herrscher“, den vor allem Paulus häufig benutzt („Jesus Christus ist der Herr“, z. B. Phil 2,11 ) bringt zum Ausdruck, dass dem präexistenten und erniedrigten Jesus Christus „in feierlicher Inthronisation durch Gott selbst seine Machtstellung vor aller Welt manifestiert wird“. Die christliche Gemeinde geriet allerdings dadurch in Widerspruch zur profanen Titulierung der Götter und Könige als „Kyrios“.

## Theologie
Die Christkönigsverehrung steht, so der Liturgiker Christoph Joosten, ähnlich wie die Herz-Jesu-Verehrung im Spannungsfeld zwischen Frömmigkeit und Politik, „zwischen einer inneren Frömmigkeit und der christlichen Restauration der Gesellschaft“. Der Königstitel Jesu soll die Königsherrschaft Gottes betonen, ohne dabei in eine exaltierte Beanspruchung weltlicher Macht zu gelangen. Daher ist der Titel einerseits mit dem Königtum Jesu Christi über das Volk Gottes (Israel) verknüpft, andererseits mit der Passion Christi und dem Motiv des leidenden Königs. Das Christentum brachte einen neuen Typ des Gottkönigtums: „Christus der König ist klein; er liegt in der Krippe, als armes Kind wird er angebetet; er leidet, er stirbt am Kreuze, und bei alledem bleibt er König; ja gerade dadurch wird er König“; das Königtum Christi „zeigt der Welt ein neues Königsbild; es streicht die Macht als Grundhaltung Gottes und des Königs und zeigt, dass auch der ein König ist, der klein ist und arm – wenn er nur geistige Güter seinen Untertanen vermittelt.“ Nach menschlichen Maßstäben ist die Königsherrschaft Jesu Christi eine Persiflage irdischer Machtansprüche: ein „König, dem zu dienen König sein bedeutet“, wie es das Zweite Vatikanische Konzil ausdrückte.

### Theologie- und Frömmigkeitsgeschichte

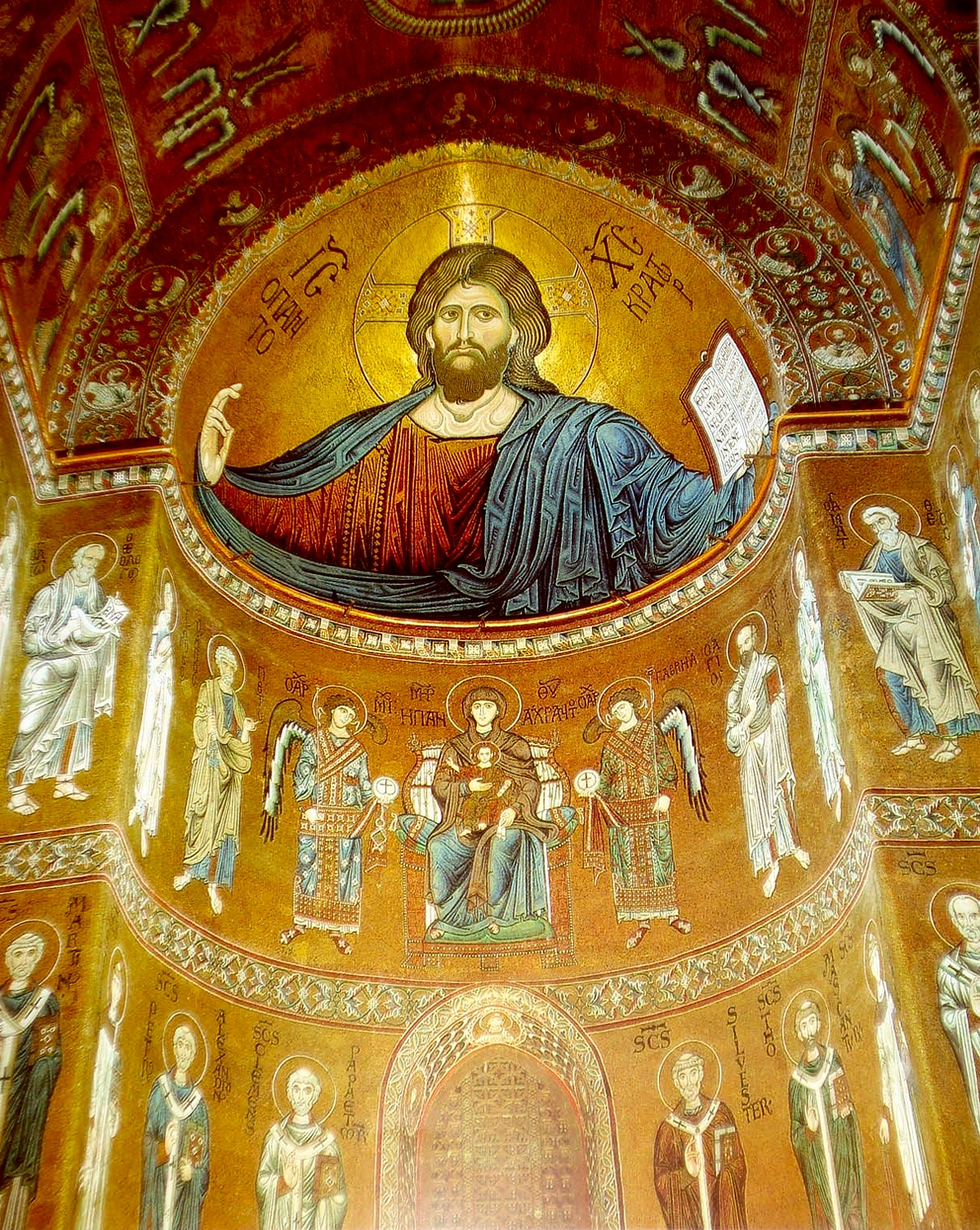
Jesus Christus als Pantokrator in der Apsis der Kathedrale von Monreale (Sizilien), darunter Maria auf einem Herrscherthron mit dem Jesuskind in Herrscherpose (Mosaik, 12. Jahrhundert)

Das Christentum übernahm aus dem Judentum die Gottesbezeichnung als Pantokrator (griech. παντοκράτωρ „Herrscher über das All“, „Herrscher über die ganze Schöpfung“), mit der in der Septuaginta mehrfach der Gottesname JHWH übersetzt wurde, jedoch zunächst immer auf Gott, den Vater bezogen. Im Verlauf des 4. Jahrhunderts wurde der Titel auf Jesus Christus, den Sohn, übertragen; dies war sachlich bereits unter anderem in Matthäus 28,18  vollzogen, geschah ausdrücklich aber jetzt auf dem Hintergrund christologischer Kontroversen. Durch die Verehrung Jesu Christi als Pantokrator sollte dessen vollkommene göttliche Natur betont werden.
Der Kirchenlehrer Augustinus († 430) schrieb in seinem Werk Der Gottesstaat über die Kirche, sie sei „sowohl das Königreich Christi als auch das Königreich der Himmel.“
Die Erfahrung der Auferstehung Christi und seine Erhöhung als Thronfolger zur Rechten Gottes des Vaters in der Himmelfahrt werden von der Kirche als königlicher Sieg über den Tod gedeutet. Der frühchristliche Ostergesang Exsultet ruft zum Lobpreis des siegreichen Königs auf: „Pro tanti Regis victoria tuba insonet salutaris“, „Lasset die Posaune erschallen, preiset den Sieger, den erhabenen König“, und „Gaudeat et tellus tantis irradiata fulgoribus, aeterni Regis splendore illustrata“, „Lobsinge, du Erde, überstrahlt vom Glanz aus der Höhe! Licht des großen Königs umleuchtet dich.“
Im Hymnus Vexilla regis aus dem 6. Jahrhundert wird der Königsgedanke mit der Kreuzesverehrung verbunden. Zwei der mindestens seit dem 7. Jahrhundert in der Liturgie gesungenen O-Antiphonen rufen Jesus Christus als den Völkerkönig, Gesetzgeber und Lehrer an: O Rex gentium et desideratus earum, „O König aller Völker, ihre Erwartung und Sehnsucht“, und „O Immanuel, Rex et legifer noster, exspectatio gentium, et Salvator earum“, „O Immanuel, unser König und Lehrer, du Hoffnung und Heiland der Völker“. Die frühmittelalterliche Ostersequenz Victimae paschali laudes endet in dem Ruf: „Tu nobis victor Rex miserere“ – „Du Sieger und König, erbarme dich unser.“ Der Prozessionshymnus Gloria, laus et honor tibi sit, Rex Christe, Redemptor („Ruhm und Preis und Ehre sei dir, Erlöser und König!“) wurde schon im 9. Jahrhundert zur Palmprozession gesungen. Zum Requiem gehört die Sequenz Dies irae; Christus als eschatologischer Weltenrichter wird hier als Rex tremendae maiestatis („König schrecklicher Gewalten“) gesehen und um Milde angefleht.
Thomas von Aquin († 1274) sah die Eucharistie als „Königsmahl, das der Völkerkönig seinem Volk bereitet“, und  dichtete im Hymnus Pange lingua: „Pange, lingua, mysterium Sanguinis pretiosi, quem in mundi pretium Rex effudit Gentium“, „Preise, Zunge das Geheimnis des kostbaren Blutes, das der König der Völker zum Heil der Welt vergossen hat“, im Lauda Sion: „In hac mensa novi Regis Novum Pascha novae legis Phase vetus terminat“, „Neuer König, neues Leben, neu Gesetz ist uns gegeben, neues Lamm und Ostermahl“.

### 20. Jahrhundert
Nach Lothar Ullrich wurde die Lehre von den drei Ämtern Christi (das Amt des Priesters, des Propheten und des Königs) erst von den Reformatoren, und speziell von Johannes Calvin, zum „soteriologischen Gesamtentwurf“; seit dem ausgehenden 18. Jahrhundert rezipierte die römisch-katholische Dogmatik dieses Konzept. Im 19. Jahrhundert wurde sie von der neuscholastischen Schulbuchdogmatik als Gliederungsprinzip der Soteriologie verwendet; im 20. Jahrhundert wurde in päpstlichen Enzykliken darauf Bezug genommen.
Der Reich-Gottes-Gedanke und in Zusammenhang damit die Titulierung Jesu Christi als König wurde erst mit Beginn des 20. Jahrhunderts für römisch-katholische Theologie und Liturgie wirklich bedeutsam. Markus Knapp zufolge versuchten insbesondere Tübinger Dogmatiker, mit dem Konzept des Reiches Gottes Christentum und neuzeitliche Kultur zu versöhnen. Dies sei aber durch die Neuscholastik überlagert worden, „für die das R. G. die kath. Kirche in ihrer sichtbaren, juristisch faßbaren Gestalt darstellt.“  Papst Leo XIII. weihte 1899 in der Enzyklika Annum sacrum die Menschheit dem Heiligsten Herzen Jesu und bezeichnete Jesus Christus als „unseren König und obersten Herrn“; „Die Herrschaft Christi umfasst auch alle Einzelmenschen christlichen Glaubens, so dass die Universalität des Menschengeschlechts wirklich der Macht Jesu unterliegt“. Das Motiv des „sozialen Königtums Christi“ war aus der im 19. Jahrhundert stark propagierten Herz-Jesu-Verehrung erwachsen. Der französische Jesuit Henri Ramière gründete 1882 eine Gesellschaft von der sozialen Herrschaft Jesu Christi, die 1920 in „Bruderschaft des Christkönigs“ umbenannt wurde.
Papst Pius XI., dessen Wahlspruch lautete: Pax Christi in regno Christi („der Friede Christi im Reich Christi“), leitete in seiner Enzyklika Quas primas vom 11. Dezember 1925 das Königtum Jesu Christi von dessen Wesensgleichheit mit Gott ab und bezog sich auf den Kirchenvater Cyrillus von Alexandrien († 444), der geschrieben hatte: „Christus besitzt die Herrschaft über alle Geschöpfe nicht infolge gewaltsamer Aneignung, nicht aus fremder Hand, sondern auf Grund seines Wesens und seiner Natur.“ Die gesetzgebende, richterliche und ausführende (strafende) Gewalt des Königtums Christi sei vor allem geistiger Natur und betreffe die „geistigen Belange“, erstrecke sich aber auch auf „die zeitlichen Dinge“: es verlange „von seinen Anhängern nicht nur, dass ihr Herz sich löse von irdischen Reichtümern und Gütern, dass sie Milde walten lassen, dass sie hungern und dürsten nach Gerechtigkeit, sondern auch dass sie sich selbst verleugnen und ihr Kreuz auf sich nehmen“. Die Menschen seien in ihrem Denken und Wollen dem geistigen Königtum Christi, des Herrschers über die Geister der Menschen, unterworfen, so wie sie in ihrem äußeren Handeln einer irdischen Autorität unterworfen seien. Geprägt von den Umbrüchen nach dem Ende des Ersten Weltkriegs schrieb der Papst: „Wenn die Fürsten und die rechtmäßig gewählten Staatsmänner davon überzeugt sein werden, dass sie nicht so sehr kraft eigenen Rechtes befehlen als vielmehr im Auftrage und an Stelle des göttlichen Königs, so werden sie – wie jedermann leicht einsieht – von ihrer Autorität einen heiligen und weisen Gebrauch machen und beim Erlassen und Handhaben der Gesetze auf das allgemeine Wohl und die menschliche Würde der Untergebenen Rücksicht nehmen“; die Folge seien Ruhe und Ordnung im Staate, Eintracht und Frieden und allgemeines Glück.
Pius XI. verband mit der Einsetzung des Christkönigsfestes 1925 die Hoffnung auf Überwindung von „Zeitirrtümern“ wie Laizismus als Wurzel allen Übels („Pest, welche die menschliche Gesellschaft befallen hat“) und der Abkehr der Einzelnen und der Staaten von Gott. Die Worte des Papstes wurden verstanden als Anspruch, „dass die Staaten und die Staatslenker die Pflicht haben, Christus öffentlich anzuerkennen“; das gesamte Staatsleben müsse nach den Grundsätzen Christi eingerichtet werden, der „absoluter Herr und Besitzer“ der Welt sei, auch wenn er auf die Ausübung seiner irdischen Herrschaft verzichtet habe. Die Staatslenker seien nur Verwalter Christi, und das Königtum Christi gebe den Völkern eine über ihnen stehende Einheit. Die Kirche wurde verstanden als „selbständige Gesellschaft, die ihr Amt unabhängig vom Staate ausüben muss“ und nicht von Staatsautorität abhängig sein kann.
Sein Nachfolger Pius XII. würdigte im Oktober 1939 in seiner Antrittsenzyklika Summi pontificatus den Christus-König-Gedanken und machte ihn im September 1951 zum Leitmotiv seiner Enzyklika Sempiternus rex Christus. Am 11. Oktober 1954 begründete er zusätzlich mit der Enzyklika Ad caeli reginam die Verehrung Mariens als Königin durch ein neues Fest, Maria Königin, wie es in über tausend Petitionen an den Papst seit der Einführung des Christkönigsfestes 1925 gewünscht worden war.
Für das Zweite Vatikanische Konzil ist die Vereinigung „mit ihrem König in Herrlichkeit“ das Ziel der Kirche, nachdem sie ihre Sendung erfüllt hat, „das Reich Christi und Gottes anzukündigen und in allen Völkern zu begründen“; sie stelle „Keim und Anfang dieses Reiches auf Erden dar. Während sie allmählich wächst, streckt sie sich verlangend aus nach dem vollendeten Reich; mit allen Kräften hofft und sehnt sie sich danach, mit ihrem König in Herrlichkeit vereint zu werden“.

## Liturgie
Liturgisch kommt die Würdigung des Königtums Christi im Kirchenjahr der römisch-katholischen Kirche neben dem Christkönigsfest, das heute am letzten Sonntag des Kirchenjahres begangen wird, mehrfach zum Tragen:
- Der Advent lässt die Ankunft des kommenden Königs erwarten, der Täufer Johannes erscheint als Königsbote.[24]
- Am Fest der Erscheinung des Herrn, dem die drei Könige huldigen, erscheint der Friedenskönig. Es wurde bis zur Einführung des Christkönigsfestes als das eigentliche Königsfest angesehen. Auch bei der Taufe Jesu und der Hochzeit zu Kana offenbart sich die königliche Würde Christi.[25]
- Am Palmsonntag wird Jesus in Jerusalem als König willkommen geheißen: „Hosanna! Gesegnet sei er, der kommt im Namen des Herrn, der König Israels!“ (Joh 12,13 EU)
- Im Pascha-Mysterium wird das Königtum Jesu Christi vor Pilatus als Sieg Christi über den Tod durch das Kreuz bezeugt: Mors et Vita duello conflixere mirando; Dux vitae mortuus regnat vivus. „Tod und Leben rangen in wundersamem Zweikampf. Der Fürst des Lebens, der gestorben war, herrscht [jetzt] lebend.“ (Ostersequenz)

- In der Himmelfahrt Christi vollendet sich seine Erhöhung in seiner ruhmvollen Rückkehr zum Vater.[26]

## Christ-König-Verehrung

### Liedgut
Die Thematik „Christus König“ spiegelt sich in mehreren liturgischen Gesängen wider.
Der Ruf Christus vincit, Christus regnat, Christus imperat (wörtlich „Christus siegt, Christus regiert, Christus gebietet“, vergleiche auch Gottesloblieder Nummer 560 und 629,5: „Christus Sieger, Christus König, Christus Herr in Ewigkeit“) geht auf die um 750 entstandene Tradition der Laudes regiae zurück. Im Mittelalter tauchen weitere kirchenlateinische Verse auf, die auf das Königtum Christi Bezug nehmen, wie zum Beispiel in den Sequenzen Dies irae und Victimae paschali laudes sowie im Prozessionshymnus Gloria, laus et honor.
- Hymnus der Prozession am Palmsonntag Gloria, laus et honor (9. Jahrhundert):
  - Rex Christe (König Christus)
  - Israel es tu Rex (Du bist Israels König)
  - Rex benedicte (Gesegneter König)
  - Rex bone (Guter König)
  - Rex clemens (Gütiger König)
- Ostersequenz Victimae paschali laudes (11. Jahrhundert):
  - Tu nobis victor rex miserere (Du siegreicher König, erbarme dich unser)
- Totensequenz des Requiems Dies irae (13. Jahrhundert):
  - Rex tremendae maiestatis (König schrecklicher Gewalten)

1888 dichtete der Hymnologe Guido Maria Dreves den Text des Christkönigs-Liedes Gelobt seist du, Herr Jesu Christ, das 1928 von Josef Venantius von Wöss vertont wurde, wobei dieser seiner Komposition den Refrain „Christkönig, Halleluja“ hinzugefügt hat.
Auch das Kirchenlied O du mein Heiland hoch und hehr vom Jesuiten und Philosophen Erich Przywara (1889–1972) ist mit dem Festgeheimnis eng verbunden. Der Refrain der sechs Strophen beginnt mit den Worten „Christus, mein König“. In der sechsten Strophe wird die Bezeichnung „Christkönig“ explizit verwendet.
Beispiele für moderne Verehrungen Jesu als König finden sich u. a. in Liedern evangelikaler Gemeinden, so zum Beispiel „You are my King“ von Brian Doerksen (Vineyard Music).

### Christkönigsfest
Papst Pius XI. setzte mit seiner Enzyklika Quas primas vom 11. Dezember 1925 zur 1600-Jahr-Feier des Konzils von Nicäa 325 das Christkönigsfest ein, wenige Jahre nach dem Untergang von König- und Kaiserreichen mit dem Ende des Ersten Weltkriegs. Es wurde zunächst am letzten Sonntag im Oktober gefeiert, seit der Liturgiereform des Zweiten Vatikanischen Konzils wird es am letzten Sonntag des Kirchenjahres Ende November begangen.

### Jugendbewegung
Die Christkönigsverehrung spielte in der Weimarer Republik und in der Zeit des Nationalsozialismus bei der katholischen Jugend eine große Rolle. Entgegen dem Führerkult der säkularen Gesellschaft in den 1930er-Jahren setzten junge Katholiken mit Prozessionen und Feiern ein Zeichen gegen die Ideologie des Nationalsozialismus. Seit Beginn des 20. Jahrhunderts hatten am Dreifaltigkeitssonntag, dem Sonntag nach Pfingsten, die katholischen Jugendverbände an zentralen Orten den so genannten Bekenntnissonntag gefeiert. Im Rahmen von Gottesdiensten mit Fahnenabordnungen und durch das Tragen ihrer Uniformen bekannten sie ihre Zugehörigkeit zu Jesus Christus und boten auf diese Weise ein Zeichen gegen die diktatorische, faschistoide Vereinskultur. Als die Nationalsozialisten das Reichssportfest auf diesen Termin legten, mussten die Jugendverbände ausweichen. Sie wählten stattdessen das Christkönigsfest am letzten Sonntag im Oktober als Termin für den Bekenntnissonntag.

### Kirchenpatrozinien

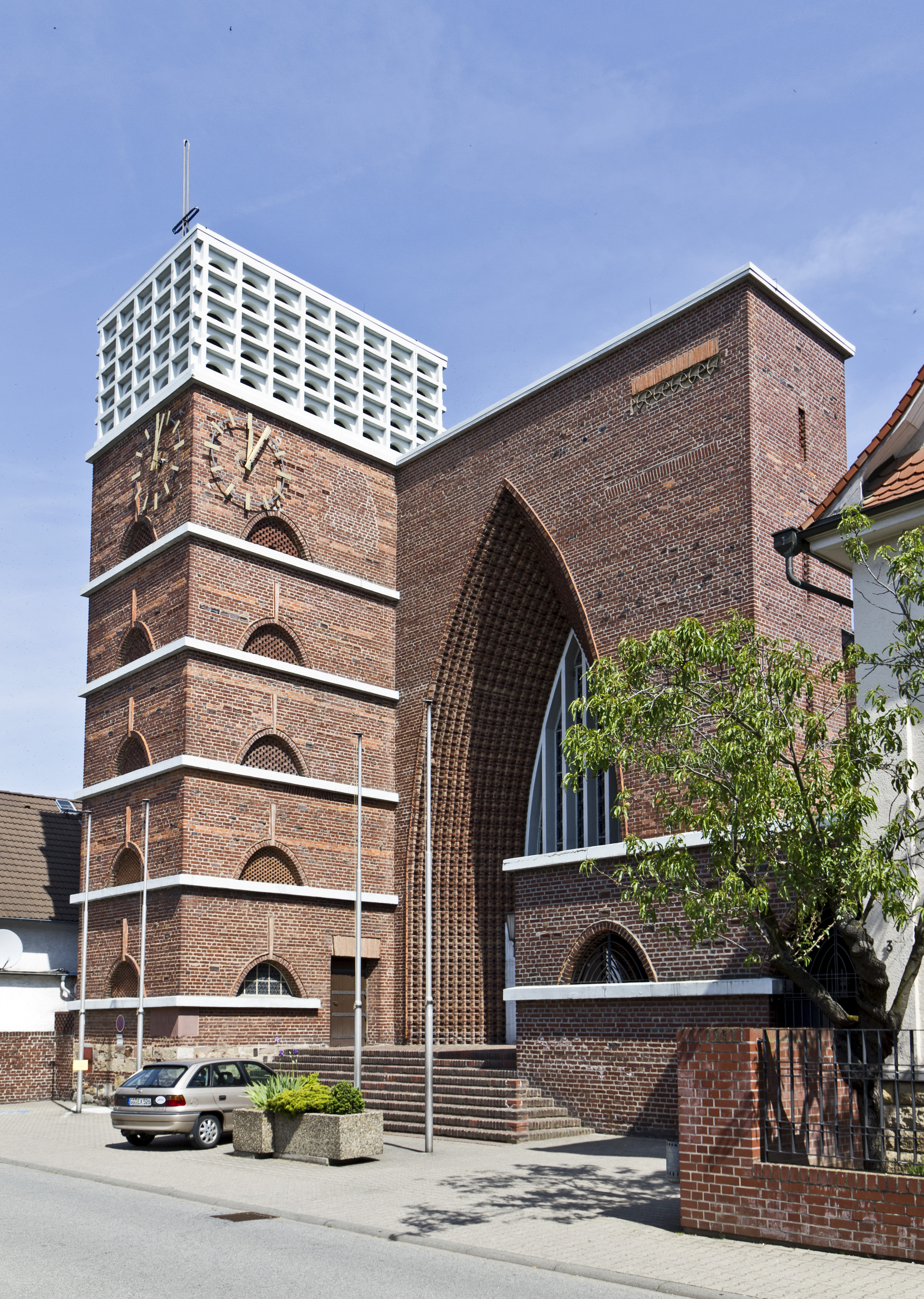
Christkönigskirche Bischofsheim (1926)
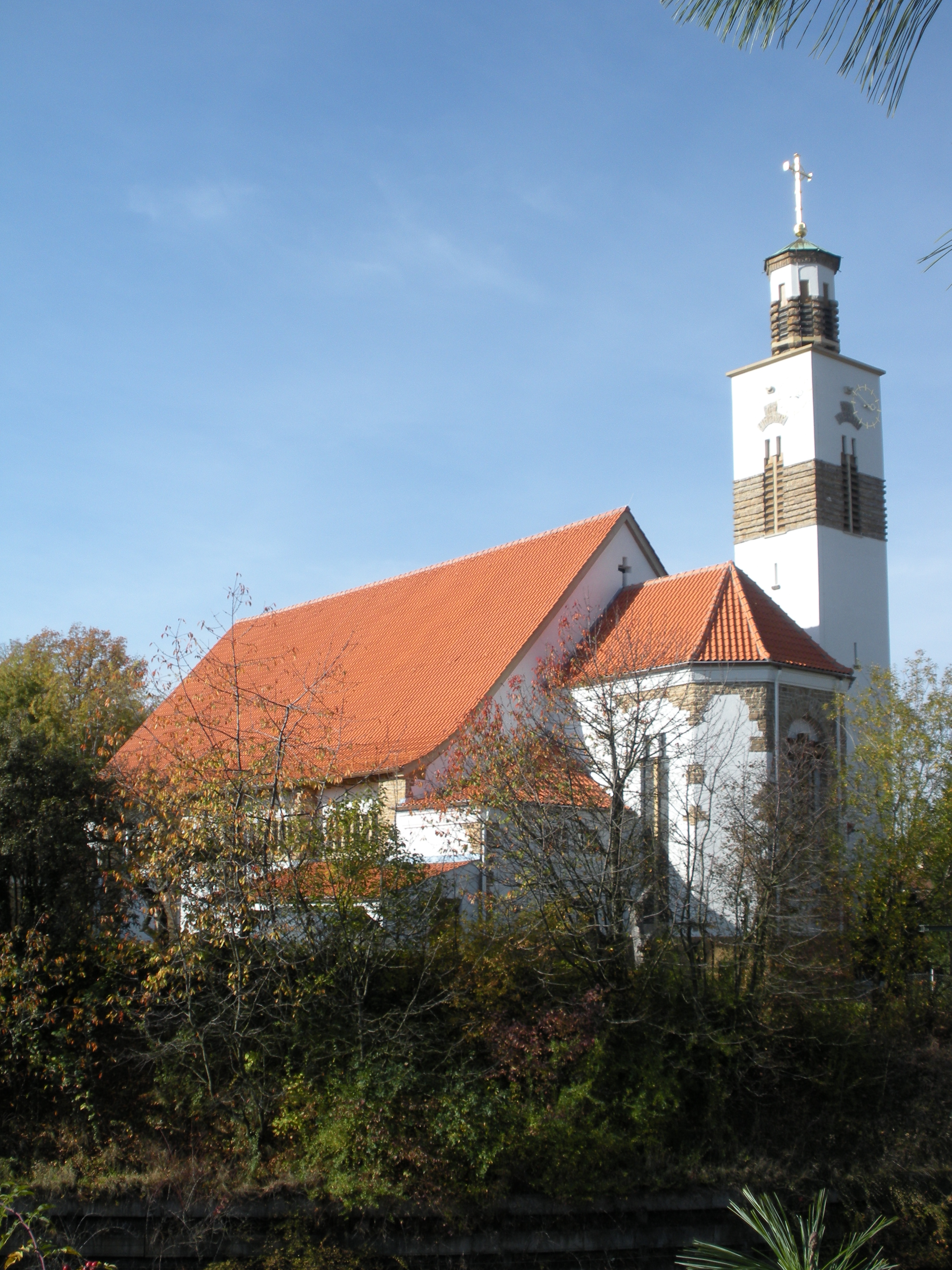
Christkönigskirche Stuttgart-Vaihingen (1928)
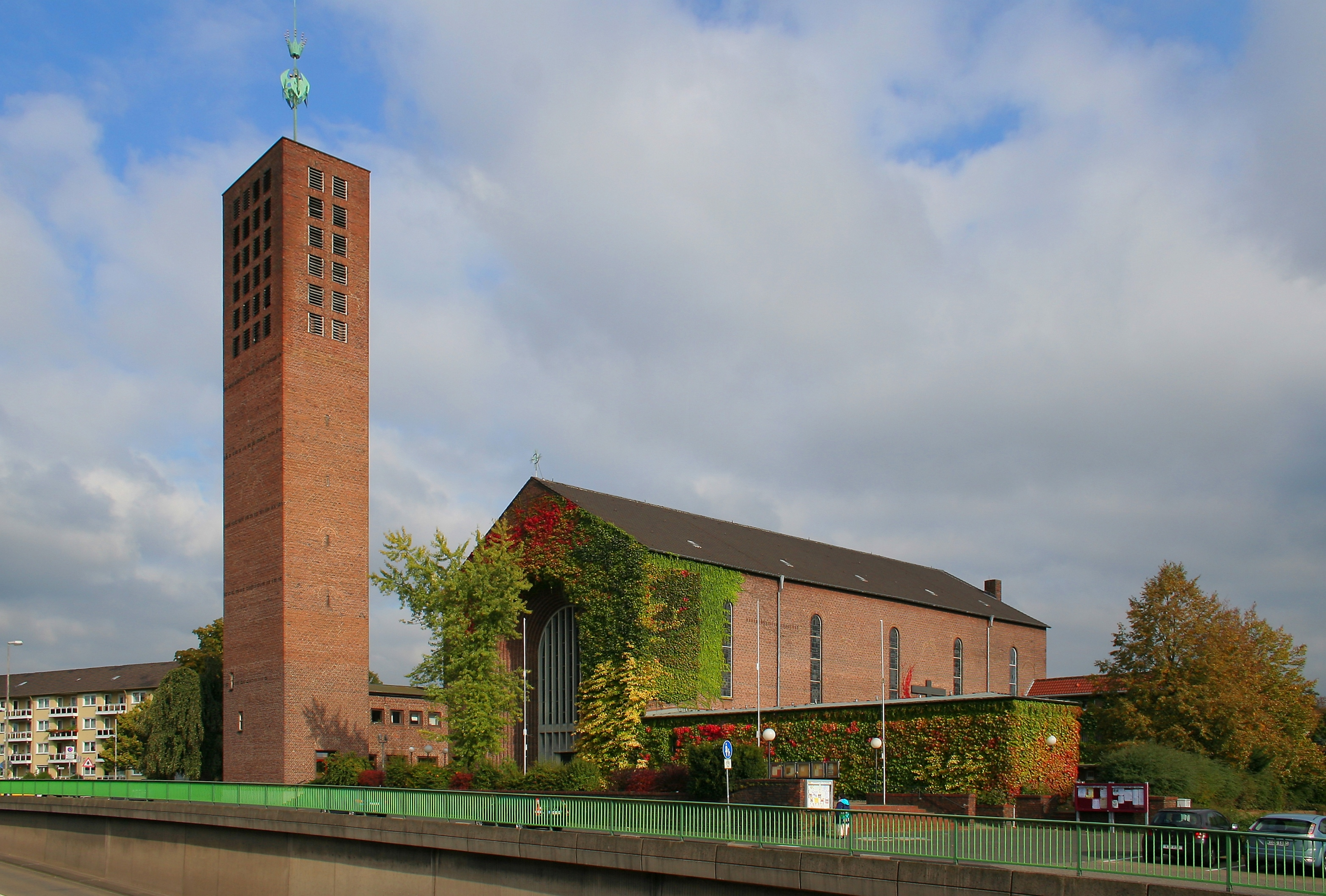
Christkönigskirche in Leverkusen-Küppersteg (1928)
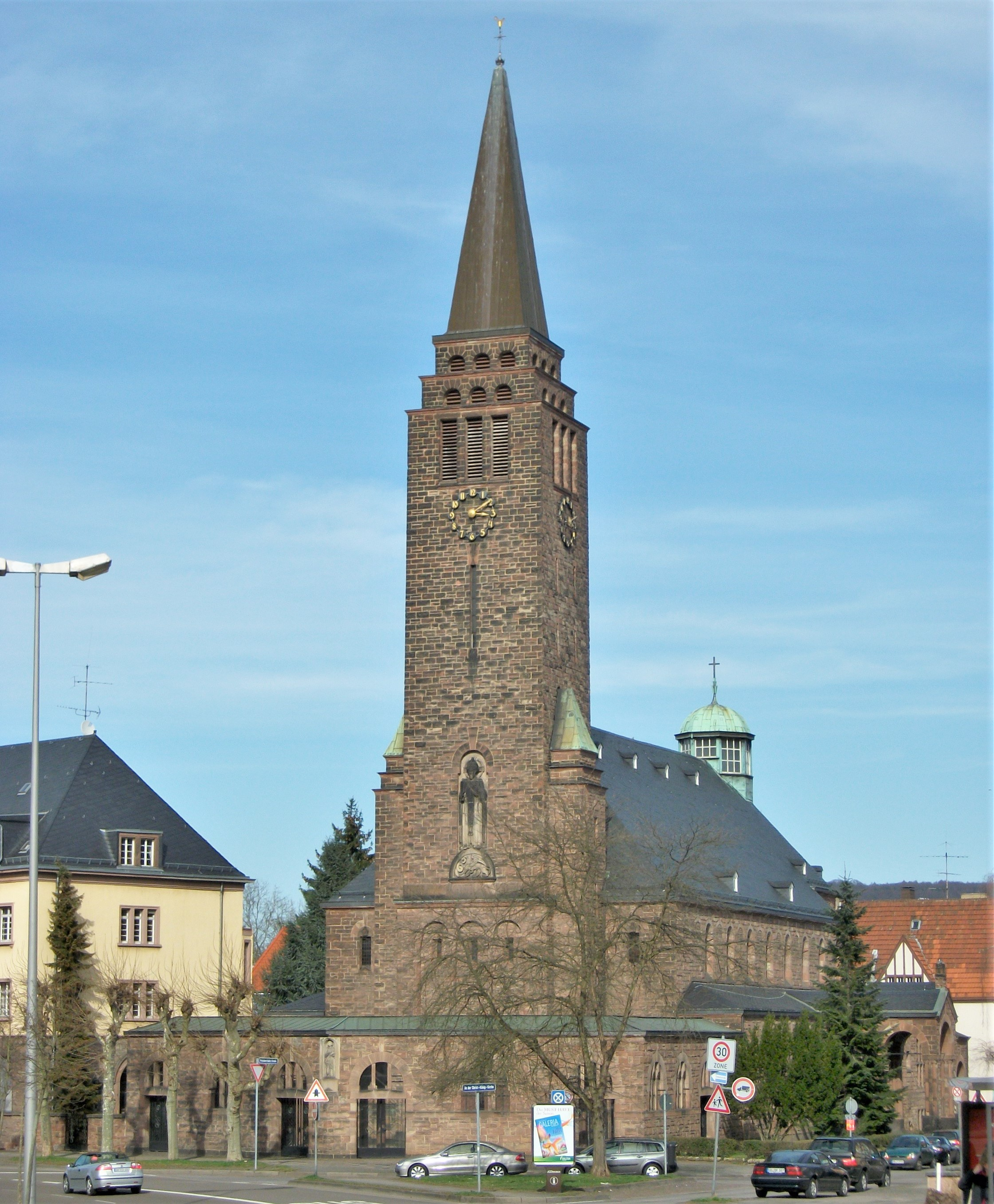
Christkönigskirche Saarbrücken-St. Arnual (1929)
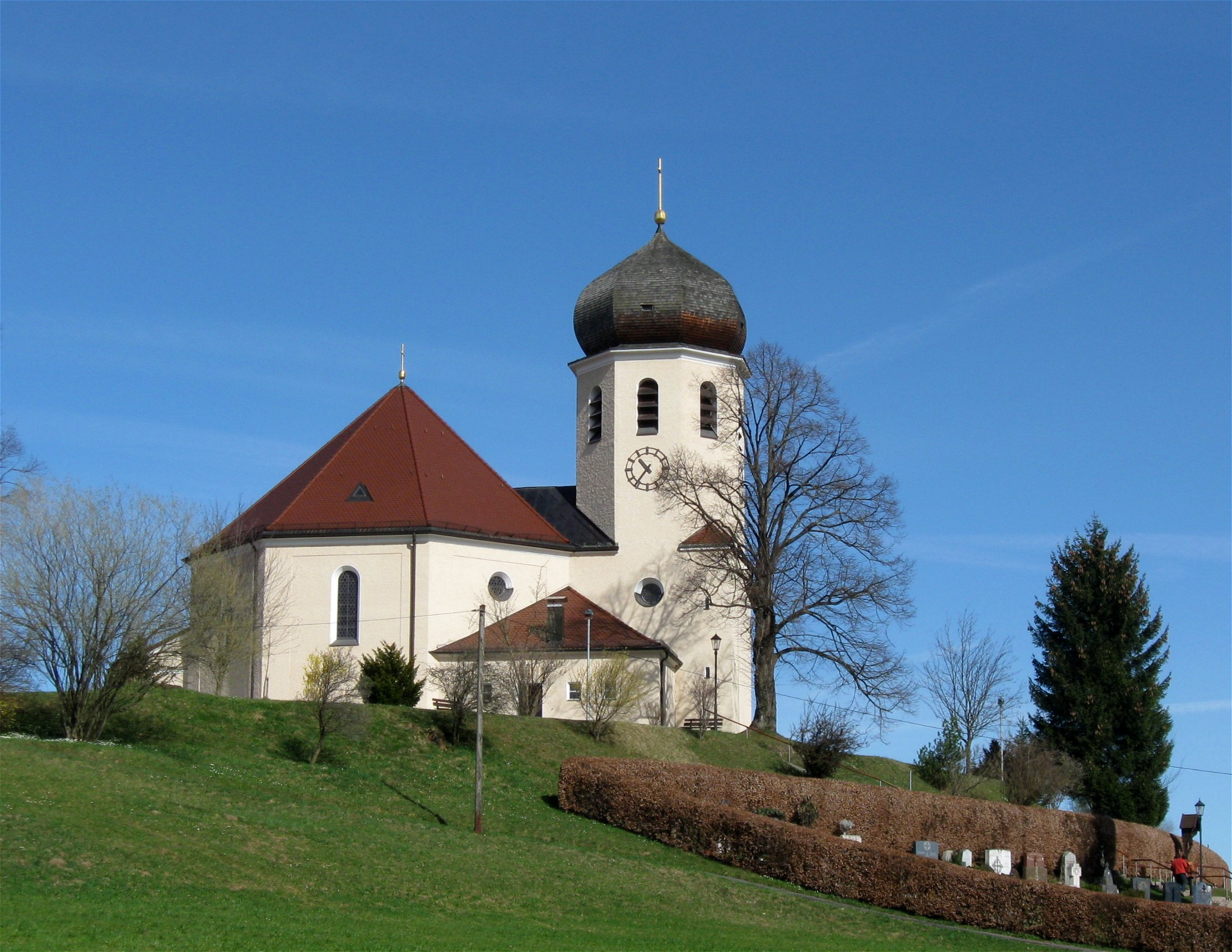
Christkönigskirche Wildenwart (1934)
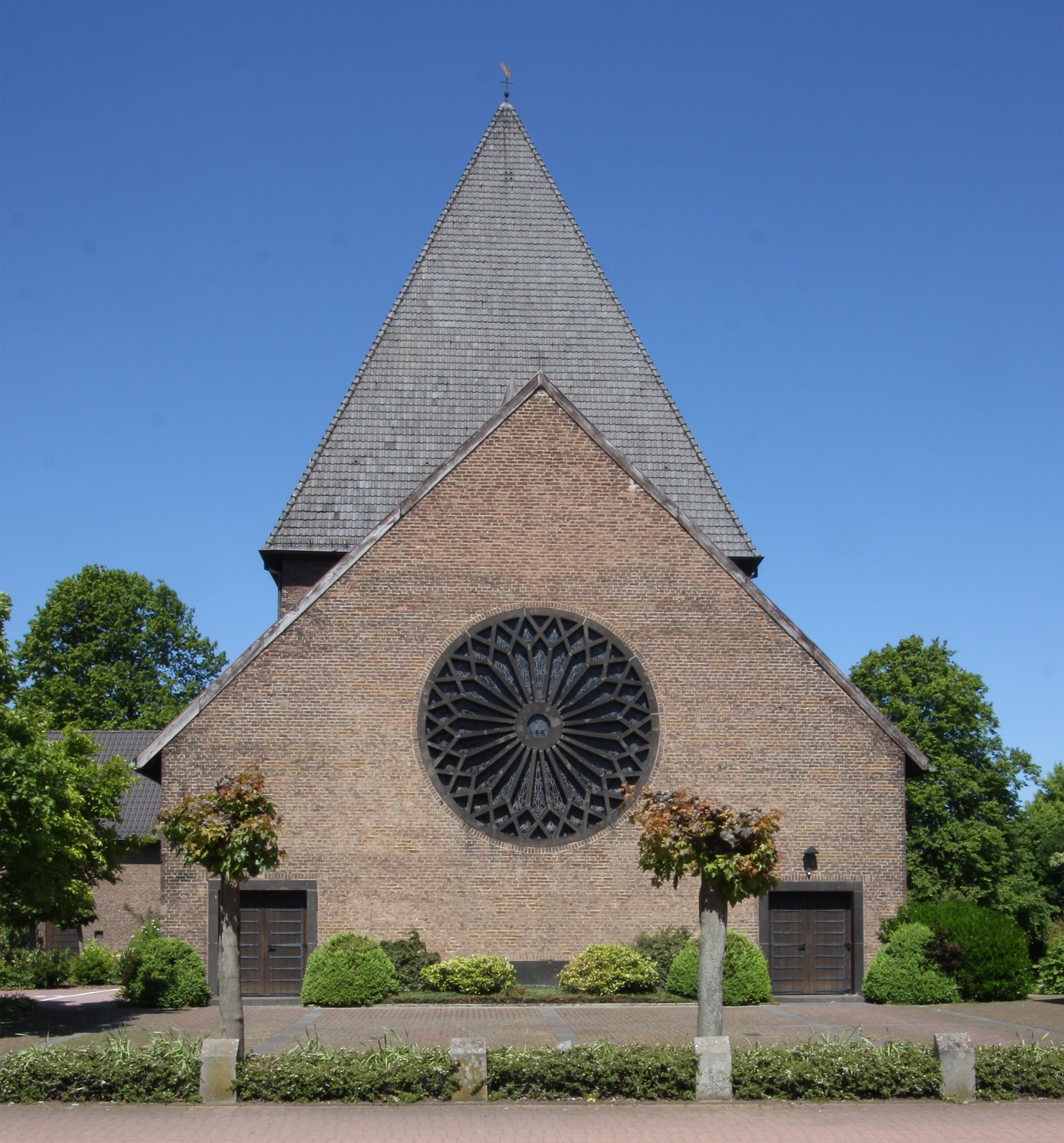
Christus-König-Kirche Hamminkeln-Ringenberg (1936)
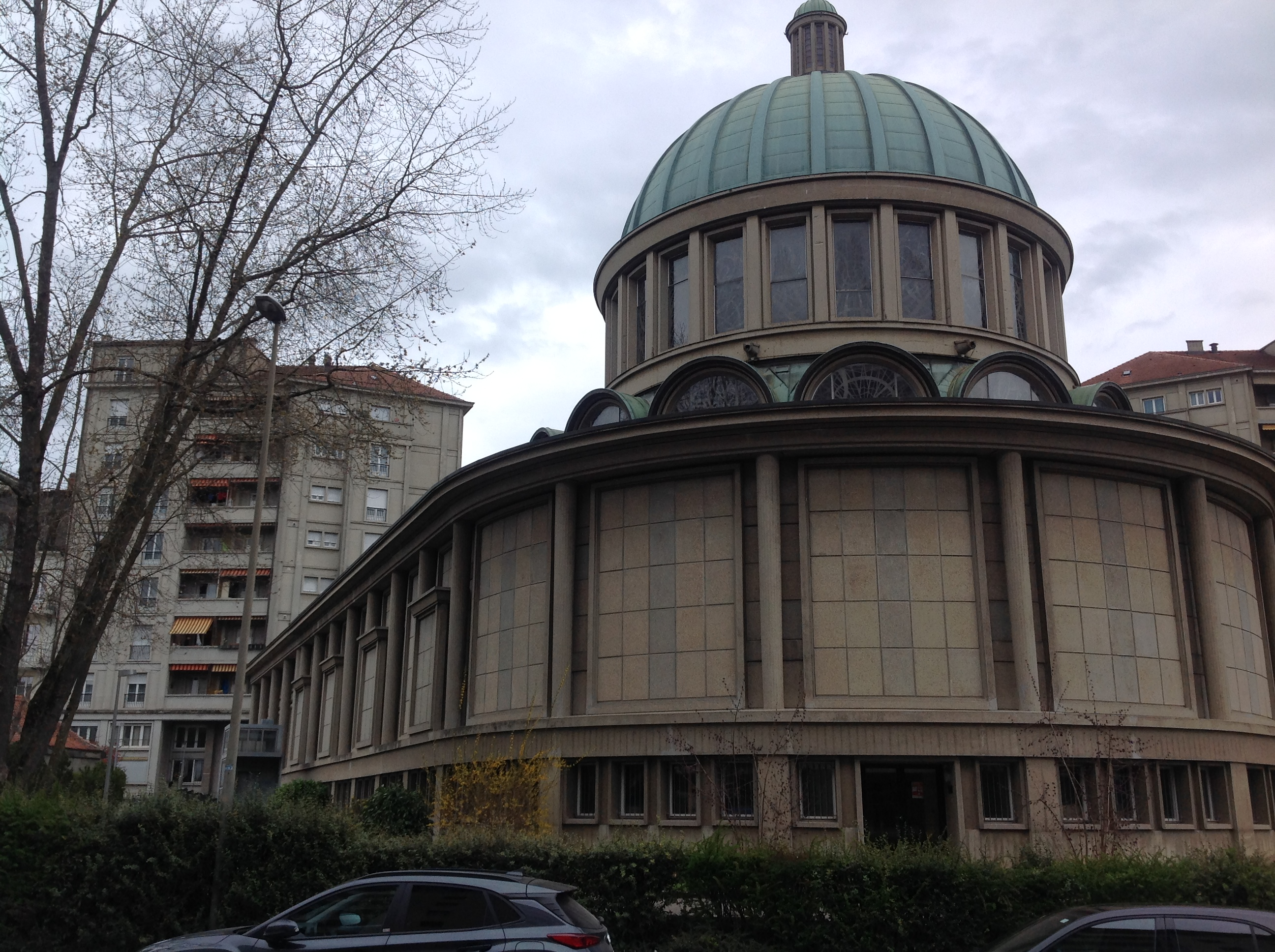
Kirche Christ-König (Église du Christ-Roi) Freiburg/Fribourg (1953)

Am 21. November 1926 wurde in Bischofsheim bei Mainz die wohl erste Christkönigskirche geweiht. Es folgten 1928 Weihen in Stuttgart-Vaihingen und Leverkusen-Küppersteg. Ein Jahr danach, am 27. Oktober, kam eine Kirche in Rosenheim hinzu, am 15. Juli 1934 erhielt die Kirche im benachbarten Wildenwart das Patrozinium. Für die Christkönigskirche in Saarbrücken hatten schon 1924 mit der Gründung des Kirchbauvereins die direkten Planungen begonnen, die Weihe fand am Christkönigsfest 1929 statt. Am 23. Juli 1929 wurde in der isländischen Hauptstadt Reykjavík die Landakotskirkja auf das Christus-König-Patrozinium geweiht, inzwischen Kathedrale des 1968 gegründeten Bistums Reykjavík. Die Christ-König-Kirche in Frankfurt-Praunheim wurde 1930 geweiht, ebenfalls die Christ-Königs-Kirche in Bremen-Rönnebeck. Der Grundstein für die Christkönigskirche in Hauenstein in der Pfalz wurde am 18. Oktober 1931 gelegt. In Österreich einigte man sich für die Friedenskirche Linz-Friedenskirche in Linz am 1. Mai 1934 auf das Patrozinium Christkönig. Die Weihe fand am 25. November 1934 statt.
Als einzige evangelische Kirche trägt die Christ-König-Kirche in Hamburg-Lokstedt diesen Namen.

## Ikonographie

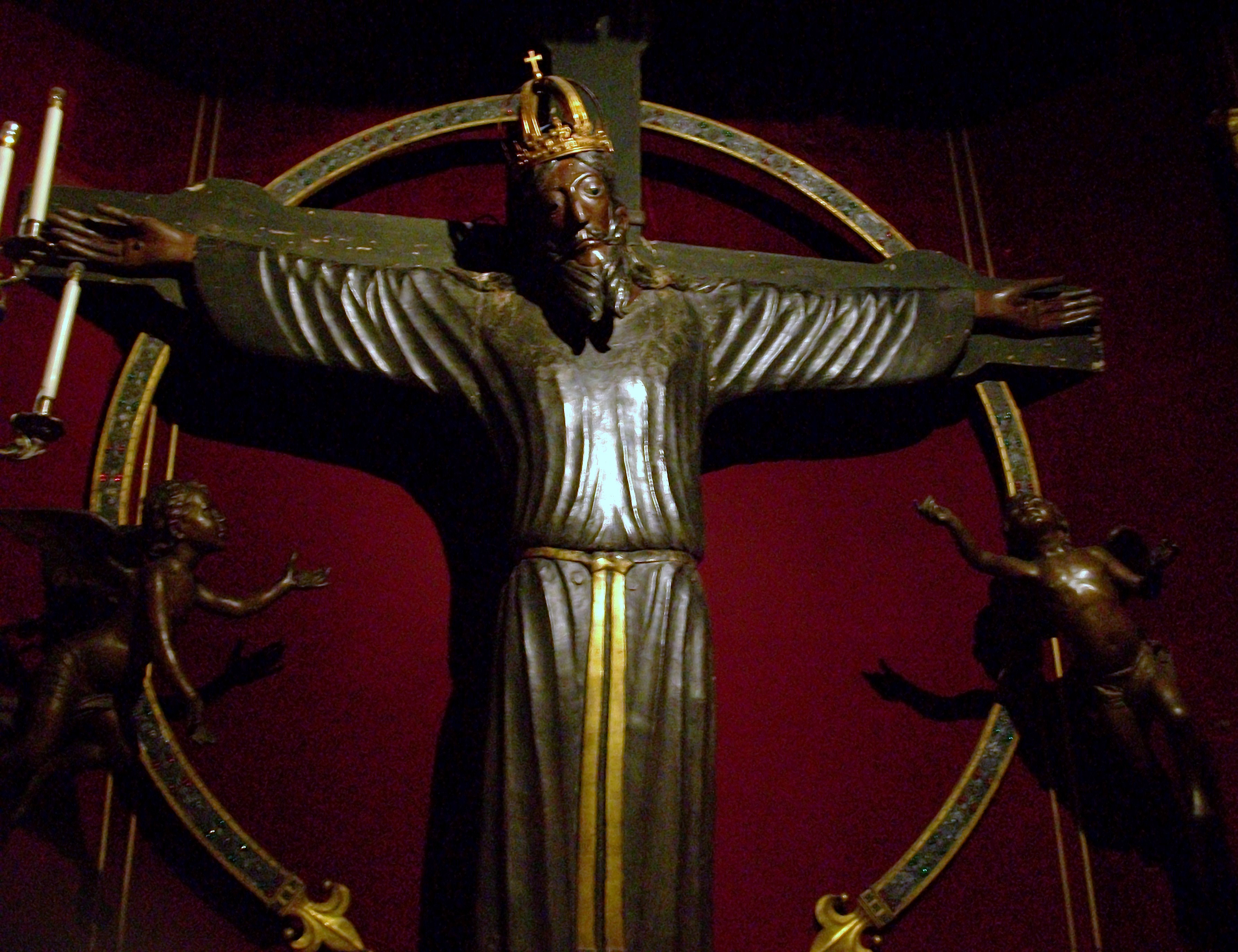
Christus am Kreuz mit Königskrone (Volto Santo von Lucca), 13. Jahrhundert

- Die Darstellungsformen Jesu Christi als Pantokrator, entstanden etwa ab dem 5. Jahrhundert, sind ikonographisch nicht fest umrissen. Es finden sich auch Bildnisse des thronenden Christus, die typologisch als Pantokrator eingeordnet werden können.[31]
- Christus als machtvoller Herrscher ist ein ikonographisches Motiv, das als Majestas Domini seit karolingischer Zeit vielfach bezeugt ist. Christus thront auf der Sphaira oder einem Regenbogensegment, dargestellt sind apokalytisch-eschatologische Elemente wie Alpha und Omega oder Visionen (Offb 21,6 EU; Jes 66,1 EU; Jes 6 EU; Ez 1 EU; Offb 4 EU). Flankiert wird Christus von vier Gestalten, die meist als Evangelisten gedeutet werden. In ottonischer Zeit hielt Christus den Reichsapfel in der Linken. Neben die Darstellung der Majestas Domini trat das Bild des Thronenden Christus, ohne apokalyptische Symbole auf dem Kaiserstuhl sitzend.
- Mit Darstellungen des gekrönten Christus wurden bereits in vorkarolingischer Zeit Elemente der kaiserlichen Ikonographie auf Christus übertragen. Ottonische und romanische Kreuze zeigen dann sogar den Gekreuzigten (Crucifixus) mit einer Krone.[32] Im Spätmittelalter entspricht dem der Typus des Salvator mundi.
- Zur Zeit der Gotik dominierte das Motiv des leidenden Christus, doch blieb auch die Königsdarstellung erhalten, vor allem auch in Darstellungen der Krönung Mariens, bei der der die Gottesmutter krönende Christus ebenfalls eine Krone trägt. Albrecht Dürer zeigt den Christkönig in seiner Apokalypse auf dem Blatt Das Tier mit den Lammshörnern.[33]